# Faune petit
El faune petit (Hipparchia hermione) és una espècie de lepidòpter papilionoïdeu de la família dels nimfàlids (Nymphalidae) present als Països Catalans.

## Distribució
S'estén de forma dispersa pel nord d'Àfrica i centre i sud d'Europa fins a Ucraïna. La seva distribució no és clara per la seva confusió amb el faune gran (Hipparchia fagi). A la península Ibèrica es troba en diferents sistemes muntanyosos. A Catalunya, és present als Pirineus, tot i que de forma més escassa a la part occidental, Prepirineus i a les parts més altes de la Serralada Prelitoral.

## Descripció
Envergadura alar d'entre 49 i 58 mm.
Dimorfisme sexual poc evident per la presència, en els mascles, d'un androconi vellutat negre a l'anvers de l'ala anterior, i en tenir les femelles els ocels més desenvolupats i les franges blanquinoses o grogoses més clares. Anvers de color bru fosc, gairebé negre, amb una ampla banda blanquinosa o groguenca a la part exterior, que inclou un o dos ocels a l'ala anterior i un a l'ala posterior. Revers de l'ala anterior similar a l'anvers, però amb la punta grisosa i la banda blanquinosa o grogosa més marcada. Revers de l'ala posterior grisosa jaspiada de negre, amb una franja clara a la part exterior, delimitada per una fina i sinuosa línia negra que presenta un colze força pronunciat a l'alçada de la vena V4.

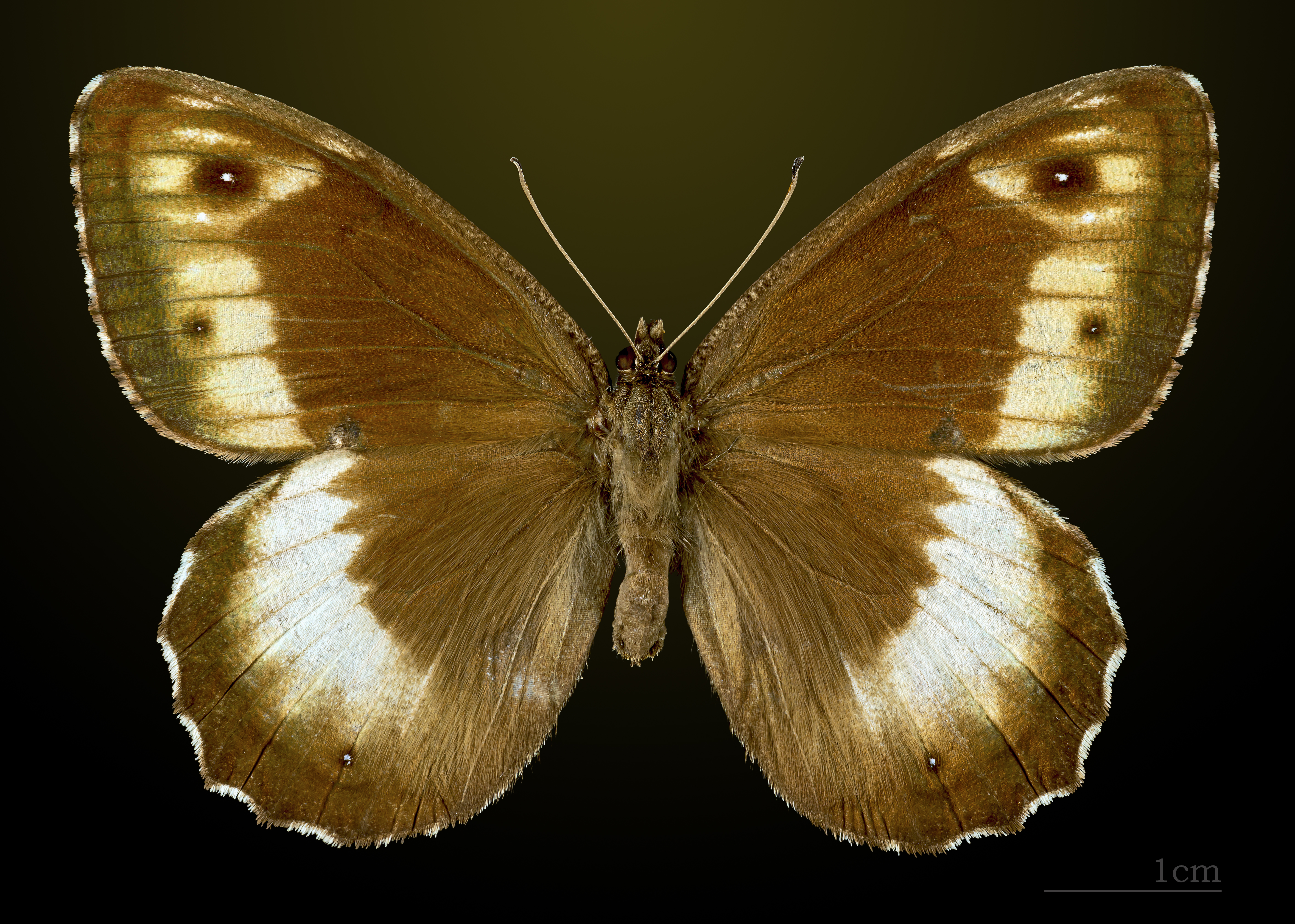
Anvers
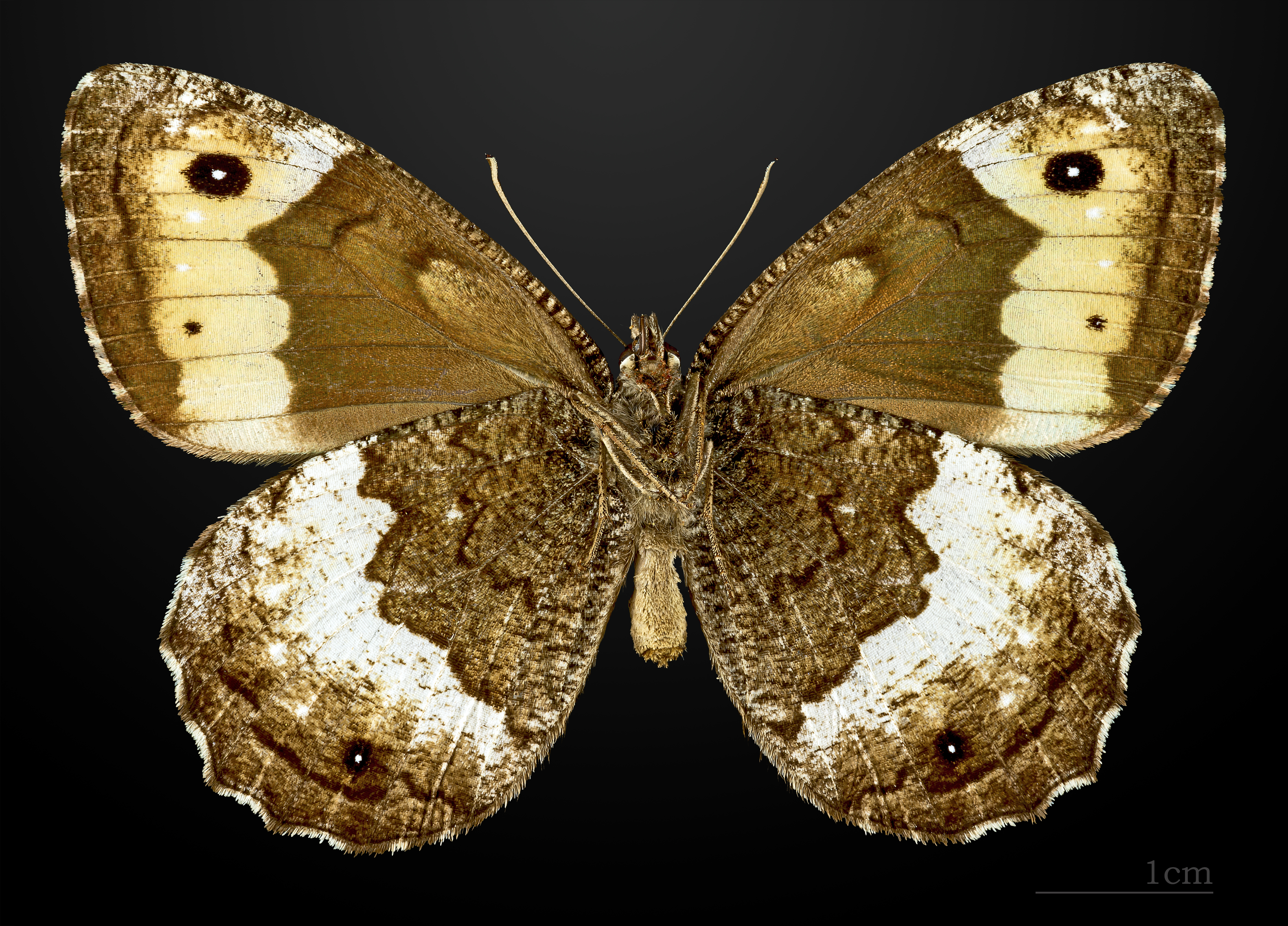
Revers

## Hàbitat
Ambients oberts de muntanya, sobretot àrees rocoses amb vegetació esparsa, matollars esclarissats i prats amb roques. També ocupa marges i clarianes de pinedes i de boscos caducifolis. Rang altitudinal des del nivell del mar fins als 2000 m, però és més freqüent a partir dels 1000 m al nord d'Àfrica i a la península Ibèrica, i a partir dels 500 m a la resta d'Europa.
L'eruga s'alimenta de diverses d'espècies de gramínies, com ara Brachypodium o Festuca.

## Període de vol i hibernació
Vola en una sola generació entre finals de juny i mitjans d'agost a gran part d'Europa, des de juny fins a finals de setembre a la península Ibèrica, i des de finals de juny a principi d'octubre al nord d'Àfrica. Hiberna com a eruga.

## Espècies ibèriques similars
- Faune gran (Hipparchia fagi)